# Descente hommes des championnats du monde de ski alpin 2025
Navigation
Méribel-Courchevel 2023 Crans-Montana 2027
Les émotions se succèdent pour les plus de 20.000 spectateurs massés en bas de la Schneekristall ; la course se joue en quelques dossards. Alexis Monney (n°8) prend les devants mais a à peine le temps de s'installer dans le fauteuil de leader, quand le double champion du monde (super-G et descente) 2021 Vincent Kriechmayr (n°9) le bat de 7/100e de seconde. Lui aussi n'a pas le temps de savourer la place de leader, puisque  Franjo von Allmen (n°11) produit un bas de parcours supersonique et permet à la Suisse de conserver le titre de la descente. von Allmen, 23 ans, a signé son premier succès en Coupe du monde cette saison (le Super-G de Wengen), mais il ne s'atait pas encore imposé en descente avant de devenir champion du monde. Le tenant du titre Marco Odermatt ne maîtrise pas aussi bien le tracé et se contente de la cinquième place.

## Médaillés
| Or                | Argent             | Bronze        |
| Franjo von Allmen | Vincent Kriechmayr | Alexis Monney |

## Résultats
Le départ de la course est donné à 11 h 30.
| Rang               | Dossard          | Nom                      | Pays          | Temps         | Diff.     |
| ------------------ | ---------------- | ------------------------ | ------------- | ------------- | --------- |
| Médaille d'or      | 11               | Franjo von Allmen        | Suisse        | 1 min 40 s 68 | —         |
| Médaille d'argent  | 9                | Vincent Kriechmayr       | Autriche      | 1 min 40 s 92 | + 0 s 24  |
| Médaille de bronze | 8                | Alexis Monney            | Suisse        | 1 min 40 s 99 | + 0 s 31  |
| 4                  | 12               | Dominik Paris            | Italie        | 1 min 41 s 13 | + 0 s 45  |
| 5                  | 13               | Marco Odermatt           | Suisse        | 1 min 41 s 34 | + 0 s 66  |
| 6                  | 17               | Adrian Smiseth Sejersted | Norvège       | 1 min 41 s 51 | + 0 s83   |
| 7                  | 18               | Daniel Hemetsberger      | Autriche      | 1 min 41 s 59 | + 0 s 91  |
| 8                  | 14               | Justin Murisier          | Suisse        | 1 min 41 s 97 | + 1 s 29  |
| 9                  | 16               | Stefan Babinsky          | Autriche      | 1 min 41 s 99 | + 1 s 31  |
| 10                 | 10               | Bryce Bennett            | États-Unis    | 1 min 42 s 02 | + 1 s 34  |
| 10                 | 6                | Nils Allègre             | France        | 1 min 42 s 02 | + 1 s 34  |
| 12                 | 2                | Stefan Rogentin          | Suisse        | 1 min 42 s 06 | + 1 s 38  |
| 13                 | 5                | Ryan Cochran-Siegle      | États-Unis    | 1 min 42 s 11 | + 1 s 43  |
| 14                 | 23               | Elian Lehto              | Finlande      | 1 min 42 s 16 | + 1 s 48  |
| 15                 | 37               | Fredrik Møller           | Norvège       | 1 min 42 s 23 | + 1 s 55  |
| 16                 | 20               | Florian Schieder         | Italie        | 1 min 42 s 32 | + 1 s 64  |
| 16                 | 32               | Felix Monsén             | Suède         | 1 min 42 s 32 | + 1 s 64  |
| 18                 | 3                | Maxence Muzaton          | France        | 1 min 42 s 34 | + 1 s 66  |
| 19                 | 28               | Jan Zabystřan            | Tchéquie      | 1 min 42 s 38 | + 1 s 70  |
| 20                 | 19               | Romed Baumann            | Allemagne     | 1 min 42 s 43 | + 1 s 75  |
| 21                 | 25               | Giovanni Franzoni        | Italie        | 1 min 42 s 47 | + 1 s 79  |
| 22                 | 1                | Mattia Casse             | Italie        | 1 min 42 s 49 | + 1 s 81  |
| 23                 | 7                | James Crawford           | Canada        | 1 min 42 s 54 | + 1 s 86  |
| 24                 | 22               | Nils Alphand             | France        | 1 min 42 s 80 | + 2 s 12  |
| 24                 | 21               | Jared Goldberg           | États-Unis    | 1 min 42 s 80 | + 2 s 12  |
| 26                 | 36               | Marco Pfiffner           | Liechtenstein | 1 min 42 s 85 | + 2 s 17  |
| 27                 | 29               | Brodie Seger             | Canada        | 1 min 42 s 90 | + 2 s 22  |
| 28                 | 26               | Stefan Eichberger        | Autriche      | 1 min 42 s 91 | + 2 s 23  |
| 29                 | 31               | Jeffrey Read             | Canada        | 1 min 43 s 04 | + 2 s 36  |
| 30                 | 24               | Simon Jocher             | Allemagne     | 1 min 43 s 08 | + 2 s 40  |
| 31                 | 34               | Henrik von Appen         | Chili         | 1 min 43 s 18 | + 2 s 50  |
| 32                 | 4                | Adrien Théaux            | France        | 1 min 43 s 29 | + 2 s 61  |
| 33                 | 33               | Nejc Naraločnik          | Slovénie      | 1 min 43 s 37 | + 2 s 69  |
| 34                 | 30               | Martin Čater             | Slovénie      | 1 min 43 s 40 | + 2 s 72  |
| 35                 | 40               | Rok Ažnoh                | Slovénie      | 1 min 43 s 56 | + 2 s 88  |
| 36                 | 27               | Sam Morse                | États-Unis    | 1 min 43 s 76 | + 3 s 08  |
| 37                 | 48               | Barnabás Szőllős         | Israël        | 1 min 44 s 52 | + 3 s 84  |
| 38                 | 42               | Jaakko Tapanainen        | Finlande      | 1 min 44 s 60 | + 3 s 92  |
| 39                 | 43               | Juhan Luik               | Estonie       | 1 min 45 s 33 | + 4 s 65  |
| 40                 | 39               | Nico Gauer               | Liechtenstein | 1 min 45 s 95 | + 5 s 27  |
| 41                 | 46               | Jan Koula                | Tchéquie      | 1 min 46 s 02 | + 5 s 34  |
| 42                 | 44               | Lauris Opmanis           | Lettonie      | 1 min 46 s 24 | + 5 s 56  |
| 43                 | 45               | Matej Prieložný          | Slovaquie     | 1 min 46 s 71 | + 6 s 03  |
| 44                 | 52               | Patrik Forejtek          | Tchéquie      | 1 min 46 s 79 | + 6 s 11  |
| 45                 | 41               | Tiziano Gravier          | Argentine     | 1 min 46 s 89 | + 6 s 21  |
| 46                 | 54               | Nicolás Quintero         | Argentine     | 1 min 49 s 33 | + 8 s 65  |
| 47                 | 51               | Taras Filiak             | Ukraine       | 1 min 49 s 72 | + 9 s 04  |
| 48                 | 53               | Elvis Opmanis            | Lettonie      | 1 min 49 s 93 | + 9 s 25  |
| 49                 | 55               | Roman Tsybelenko         | Ukraine       | 1 min 50 s 59 | + 9 s 91  |
| 50                 | 56               | Maksym Mariichyn         | Ukraine       | 1 min 51 s 03 | + 10 s 35 |
|                    | 15               | Miha Hrobat              | Slovénie      | DNF           | DNF       |
| 35                 | Luis Vogt        | Allemagne                |               | DNF           | DNF       |
| 38                 | Adur Etxezarreta | Espagne                  |               | DNF           | DNF       |
| 47                 | Riley Seger      | Canada                   |               | DNF           | DNF       |
| 49                 | Ivan Kovbasnyuk  | Ukraine                  |               | DNF           | DNF       |
| 50                 | Ander Mintegui   | Espagne                  |               | DNF           | DNF       |

## References
1. 1 2  Stéphane Kohler, « « Ça va être un énorme cador en descente » : Franjo Von Allmen, l'autre phénomène du ski suisse », sur lequipe.fr, 9 février 2025 (consulté le 10 février 2025)
2. ↑  « Final results », fis-ski.com (consulté le 9 février 2025)